# Taximastinocerus hermani
Taximastinocerus hermani är en skalbaggsart som beskrevs av Wittmer 1997. Taximastinocerus hermani ingår i släktet Taximastinocerus och familjen Phengodidae. Inga underarter finns listade i Catalogue of Life.